# Manomera tenuescens
Manomera tenuescens är en insektsart som först beskrevs av Scudder, S.H. 1900.  Manomera tenuescens ingår i släktet Manomera och familjen Diapheromeridae. Inga underarter finns listade i Catalogue of Life.